# ペドロ・アントニオ・デ・アラルコン
ペドロ・アントニオ・デ・アラルコン（Pedro Antonio de Alarcón, 1833年3月10日 - 1891年7月19日）は、19世紀のスペインの小説家である。

## 人物
1833年、スペインのグラナダに近いグアディクスで生まれた。1859年から1860年スペイン・モロッコ戦争に志願兵として参加した。 その記録が『アフリカ戦争の証人の日記』としてまとめられている。スペインの伝承歌謡にもとづく短編小説『三角帽子』（1874年）の作者として知られる。

## 翻訳
『三角帽子』は、各国で翻訳され、バレエ、演劇などの派生作品を生んでいる。日本でも『三角帽子』をはじめ、『醜聞』（1875年）、「最後の浮気」、「モーロ人とキリスト教徒」、「割符帳」、「すばらしい獲物」、「大漁!」、「背の高い女」、「死神の友達」などが会田由らによって翻訳され、木下順二が『三角帽子』と日本の民話をヒントに戯曲『赤い陣羽織』（1947年）を書き、『三角帽子』そのものも、会田由の翻訳にもとづいて1951年に戯曲化している。